# 아카기 토와
아카기 토와(일본어: 紅城 トワ, 한국명: 장영원)는 토에이 애니메이션 제작의 애니메이션《Go! 프린세스 프리큐어》에 등장하는 가공의 인물이다. 애니메이션에서 목소리를 연기한 성우는 일본판은 사와시로 미유키, 한국판은 사문영이다.

## 프로필
※ 일본판 / 한국판 順
| 아카기 토와 / 장영원 | 아카기 토와 / 장영원                                               |
| -------------------- | ------------------------------------------------------------------ |
| 본명                 | 프린세스 호프 딜라이트 토와 (プリンセス・ホープ・ディライト・トワ) |
| 성별                 | 여자                                                               |
| 생일                 | 12월 15일                                                          |
| 별자리               | 사수자리                                                           |
| 신분                 | 호프킹덤 공주 → 디스다크 프린세스 → 호프킹덤 공주, 학생            |
| 소속                 | 호프 킹덤 → 디스다크 → 호프 킹덤, 성 노블학원                      |
| 가족관계             | 부모님, 오빠(프린스 호프 그랜드 카나타)                            |
| 변신명               | 큐어 스칼렛(Cure Scarlet)                                          |
| 퍼스널 컬러          | 빨간색                                                             |
| 속성                 | 불꽃                                                               |
| 등장 프리큐어 시리즈 | Go! 프린세스 프리큐어                                              |

## 인물소개
디스다크의 양녀 검은 프린세스 트와일라잇이 디스피아로부터 해방되면서 탄생한 프리큐어. 원래는 프린세스 호프 딜라이트 토와(プリンセス・ホープ・ディライト・トワ)라는 본명인 호프 킹덤의 공주로 카나타 왕자의 여동생이었으나 디스다크의 디스피아에게로 거둬져서 그녀의 수양딸 트와일라잇이 되어서 작중에서는 프리큐어들의 적으로서 처음 등장한다.
처음에는 은회색 머리에 붉은 눈동자와 검은색의 의상을 입으며 나타났고 바이올린으로 공격을 하면서 프리큐어들을 위협하기도 하였다. 이후 카나타가 트와일라잇이 자신의 여동생 토와라는 것을 눈치채게 되면서 바이올린 연주로 그녀의 심신을 정화하면서 디스피아가 주입하였던 악한 기운이 빠져나가고 그제서야 원래 모습인 붉은 머리의 공주 토와로 돌아온다.
토와로 돌아온 이후에는 하루카, 키라라와 같은 성 노블학원 1학년생으로 편입하였다. 아카기라는 성씨는 그녀가 성 노블 학원에 편입하였을 때 모치즈키 선생이 지어준 가명이다.
품격있고 고상하며 향상심이 강하고 성실한 노력파이지만, 디스피아에게 어렸을 때 납치당해서 오랫동안 디스다크의 성에서 갇혀 산데다 본래 신분도 궁전에서 사는 공주라서 일반상식이나 세상물정에 어두운 면을 보이기도 한다.
트와일라잇이었을 때는 수양 어머니 디스피아에게 충성을 다하며 다른 프리큐어들을 프린세스로 인정할 수 없다는 태도를 취해왔다. 그러나 토와로 돌아간 이후에는 그 동안의 잘못을 뉘우치며 다른 프리큐어들 앞에서 사과하였다.
특기는 바이올린 연주. 좋아하는 것은 안미츠이다.

## 트와일라잇
토와가 디스피아에 의해 거둬져서 그녀에 의해 세뇌되어 나온 모습이다. 성우는 토와와 동일.
이 당시에 호프 킹덤에서의 기억은 잊혀졌으며 디스피아를 어머니로 모시며 그녀에게 충성을 바치고 있다. 회색빛의 묶음머리에 붉은 눈동자를 가졌으며 검은 드레스 차림을 하고 있고 바이올린을 켜는 것이 특기이다. 일명 '검은 프린세스'.
하루카 앞에서 바이올린을 연주하며 하루카에게 자신감을 불어주었지만 정작 하루카는 그녀가 적인 줄 몰랐다가 셧과 함께 등장하면서 자신이 디스피아의 딸이라는 것을 밝히게 되면서 프리큐어들과 적대관계를 맺는다.
프리큐어들을 쓸모없는 존재이면서 그녀들을 가짜라고 주장하며 그녀들에 대한 적개심을 드러내면서 싸우게 되었다. 이후 카나타 왕자 앞에 나타나게 되었는데 카나타가 그녀를 보고 동생인 토와로 알고 있었고 이 때를 계기로 그녀가 호프 킹덤의 공주이자 디스피아로부터 세뇌당하고 있다는 것을 알게 되었다. 그리고 디스피아로부터 조종되어서 카나타가 자신의 오빠라는 것을 인식하지 못한채 맹공을 퍼부었다가 카나타가 동생을 생각하며 바이올린을 연주하며 정화시키고 희생되어서야 디스피아의 세뇌가 풀려서 본래의 토와로 돌아온다.
토와로 돌아온 이후로는 그 동안 적대관계를 맺었던 프리큐어들 앞에서 잘못을 뉘우치고 함께 활동하면서 트와일라잇 시절에 충성을 바치며 어머니로 모셨던 디스피아를 적으로 인식하며 적대관계를 맺게된다.
디스피아의 부하인 록과 셧은 이미 트와일라잇 당시의 토와의 모습을 봐왔기 때문에 큐어 스칼렛으로 있는 토와 앞에서도 여전히 트와일라잇으로 부르고 있지만 의외로 클로즈는 트와일라잇과 접점이 없었던데다가 그 이전에 소멸되었다가 이후에 부활하였던 적이 있기 때문에 그녀를 트와일라잇이 아닌 토와 및 큐어 스칼렛으로 인식하며 다른 프리큐어들처럼 그녀에 대한 적대감을 애초부터 드러내보였다.

## 큐어 스칼렛
진홍 불꽃의 프린세스! 큐어 스칼렛!
아카기 토와가 프리큐어로 변신한 모습. 상징색은 빨간색. 자주색과 분홍색 투톤에 롤빵머리의 형태로 나오고 있다. 옷은 전체적으로 서양풍 느낌이 나는 다른 프리큐어들과 달리 동양풍 느낌이 나는 붉은색 드레스다.

### 전투 기술

#### 미라클 드레스 업 키
- 모드 엘레강트 피닉스

#### 프리미엄 드레스 업 키
- 프리미엄 드레스 썬

#### 그랑 프린세스 키
- 그랑 프린세스